# الیوت (آیووا)
الیوت (به انگلیسی: Elliott) شهری در ایالت آیووا کشور ایالات متحده آمریکا است که جمعیت آن در سرشماری سال ۲۰۱۰ میلادی، ۳۵۰ نفر بوده‌است.